# Los diez mandamientos en el siglo XXI
Los diez mandamientos en el siglo XXI es el título de una obra de Fernando Savater. Cada capítulo de la obra hace un análisis irónico de cada uno de los diez mandamientos adaptado al  siglo XXI. En la obra se muestra el origen, el porqué, la  influencia en la historia y la validez que tiene o debe tener hoy, si alguna, cada uno de los mandamientos.
Cada capítulo tiene una introducción en la que el autor se dirige directamente a Dios, cuestionándole, y recriminándole. Teniendo como frase inicial estas palabras "Te pregunto y me pregunto ¿Tan necesitado estás de cariño?" 1.er mandamiento amarás a Dios sobre todas las cosas.
Cuenta, entre otros, con los aportes de Marcos Aguinis, del teólogo Ariel Álvarez Valdéz, del sacerdote Ariel D. Busso y del Rabino Isaac Sacca.
En la Biblia (escritura sagrada de judíos y cristianos), el profeta Moisés (aprox. 1250 a. C.) recibió directamente de manos de Yahveh, escritas con su dedo, una lista de órdenes o mandamientos que los israelitas debían respetar, los Diez Mandamientos. El nombre decálogo, con que suelen designarse, procede de la fórmula griega δεκάλογος (dekalogos: ‘diez palabras’) con que se citan en la Septuaginta, la versión griega tradicional, tanto en el Éxodo 20:1, como en el Deuteronomio 5:1-21.
De acuerdo con dichas escrituras, Moisés subió al Monte Sinaí y permaneció en su cima cuarenta días y cuarenta noches, al cabo de los cuales Dios le entregó escritos en dos tablas de piedra los Diez Mandamientos. Cuando bajaba del monte, vio al pueblo que estaba adorando un becerro de oro y enfurecido las rompió. Posteriormente, pidió a Dios que perdonase al pueblo y sellase con él un «convenio» (pacto o alianza). Entonces, el Señor ordenó a Moisés que tomara dos lajas de piedra, y en ellas quedaron escritos los Diez Mandamientos del pacto, reconviniéndole que «no deben tolerar la desobediencia».
- Datos: Q5980801